# Provincia Pomerania
Provincia Pomerania (germană Provinz Pommern, poloneză Pomorze (Zachodnie)) a fost o provincie a Prusiei și a Germaniei, cu său reședința în orașul Stettin (Szczecin). Alte orașe importante erau Köslin (Koszalin), Stolp (Słupsk), Stralsund și Wolgast. În 1939 provincia Pommern a avut o populație de 2 405 021 locuitori și 38 401 km² de suprafață.

## Istorie
Regiune a fost creând în 1815, dar Pomerania a făcut parte din Brandenburg/Regatul Prusiei de la 1648, înainte dispariție de dinastia locală al prințelor numită Greifen. La început, teritoriile provinciei au fost divizate între Brandenburg și Suedia.

## Subdiviziuni
Pommern a constat de cele trei regiuni mai mici, pretins Regierungsbezirk:
- Regierungsbezirk Stettin
- Regierungsbezirk Köslin
- Regierungsbezirk Stralsund

Regierungsbezirk Stralsund a dispărut la 1 octombrie 1932, facând parte din Regierungsbezirk Stettin. Cea nouă regiune, Regierungsbezirk Grenzmark Posen-Westpreußen cu reședința în Schneidemühl (Piła) a fost creând la 1 octombrie 1938.

### Municipii
Municipii (germană Stadtkreise) erau create în ordinea următoară:
- 1816 – Stadtkreis Stettin
- 1874 – Stadtkreis Stralsund
- 1898 – Stadtkreis Stolp
- 1901 – Stadtkreis Stargard i. Pom.
- 1913 – Stadtkreis Greifswald
- 1920 – Stadtkreis Kolberg
- 1923 – Stadtkreis Köslin